# Saint Lawrence (manzana)
Saint Lawrence es una  variedad cultivar de manzano (Malus domestica). 
Variedad de manzana procedente de plantón originado en Montreal, Canadá. Era muy conocido en 1835. Los frutos tienen una pulpa tierna, muy blanca y de sabor subácido.

## Sinonimia
- "St. Lawrence",
- "Corse's St-Lawrence",
- "Montreal",
- "Winter St. Lawrence",
- "Saint-Laurent",
- "York",
- "Lancaster".

## Historia
'Saint Lawrence' es una variedad de manzana procedente de plántula de polinización abierta de Fameuse que se cultivó en el área de Montreal, Quebec (Canadá). Ampliamente cultivado en la región en 1835.
'Saint Lawrence' se cultiva en la National Fruit Collection con el número de accesión: 1950-305 y Accession name: Saint Lawrence.

## Características
'Saint Lawrence' árbol de extensión erguida, de vigor moderadamente vigoroso, portador de espuela. Presenta vecería. Tiene un tiempo de floración que comienza a partir del 8 de mayo con el 10% de floración, para el 13 de mayo tiene una floración completa (80%), y para el 20 de mayo tiene un 90% caída de pétalos.
'Saint Lawrence' tiene una talla de fruto de mediano a grande; forma redondo aplanado a redondo cónico y, a menudo, más alto en un lado que en el otro, con una altura de 55.90mm, y con una anchura de 72.47mm; con nervaduras débiles y corona débil; epidermis con color de fondo amarillo pálido, con un sobre color rojo, importancia del sobre color alto, y patrón del sobre color lavado con rojo brillante sobre el que se encuentran franjas pronunciadas más oscuras que se extienden hacia las caras sombreadas, "russeting" (pardeamiento áspero superficial que presentan algunas variedades) bajo; la piel adquiere una débil sensación grasosa en la madurez; cáliz de tamaño mediano y cerrado, asentado en una cuenca de profundidad media y algo estrecha; pedúnculo corto y delgado, colocado en una cavidad abierta y profunda que suele ser de color rojizo; carne es de color blanco con manchas rojas. De grano fino, tierno y crujiente. Sabor jugoso, dulce y vivaz.
Listo para cosechar a mediados de septiembre. Una floración de color claro se desarrolla cuando está lista para la cosecha. Se conserva bien durante tres meses en cámaras frigoríficas.

## Usos
Una buena manzana para comer fresca, pero también se usaba ampliamente para tartas de manzana, crumble de manzana y gelatina de manzana.

## Ploidismo
Diploide, auto estéril. Grupo de polinización: Grupo D, Día 13.